# Symphonie no 1 de Draeseke
Pour les articles homonymes, voir Symphonie no 1.
La Symphonie no 1 en sol majeur op. 12, est la première des quatre symphonies du compositeur allemand Felix Draeseke.

## Histoire
La Symphonie no 1 en sol majeur n'est pas la première œuvre symphonique de Felix Draeseke. En 1855, il avait écrit une symphonie en ut majeur, qu'il n'a pas publiée  et qu'il a lui-même probablement détruite. Les premières esquisses de la symphonie op. 12 remontent à 1868 à Munich. Au début de 1869, Draeseke a entrepris un voyage de six mois à travers la France, l'Espagne, l'Afrique du Nord et l'Italie, voyage qui a été une source d'inspiration très positive. Avant même son retour en Allemagne, une grande partie du travail avait été conçu et terminé. En 1871-1872 il a mis la main finale à la partition et le 31 janvier 1873 a eu lieu à Dresde la création sous la direction de Julius Rietz.

## Mouvements
- Introduzione ed Allegro: Adagio con espressione – Allegro con brio ma non troppo presto
- Scherzo: Presto leggiero
- Adagio molto
- Finale: Allegro con brio e vivace

Durée: 35–40 minutes

## Analyse
La première symphonie de Draeseke constitue une étape importante dans sa carrière. Elle marque de manière exemplaire la nouvelle orientation des compositeurs soumis à l'influence de la Nouvelle école allemande (de) vers un «renouveau de la musique de forme classique», alors qu'ils étaient avant étroitement liés aux maîtres de la musique baroque et de la musique classique viennoise. L'œuvre a été reconnue par ses contemporains comme importante, à l'exception du Scherzo très dynamique, qui avait été imprimé de manière séparée par rapport à la partition complète et qui a reçu un accueil plus réservé. La partie la plus importante de la symphonie est l'Adagio très développé, qui représente environ un tiers de la durée totale de l'exécution.
Comme beaucoup de compositeurs, Draeseke est tombé dans l'oubli après sa mort. Le label spécialisé dans la musique classique Classic production osnabrück a largement contribué à sa redécouverte : en 2002 ont été enregistrées la première et la quatrième symphonie ainsi que l'Ouverture Gudrun. 
En 1998, le label avait diffusé sa troisième symphonie et la marche funèbre, sa seconde symphonie et la Sérénade op. 49.